# Anabolia kawamurai
Anabolia kawamurai är en nattsländeart som beskrevs av Iwata 1927. Anabolia kawamurai ingår i släktet Anabolia och familjen husmasknattsländor. Inga underarter finns listade i Catalogue of Life.